# Аэропорт имени Феликса Эбуэ
Международный аэропорт имени Феликса Эбуэ (фр. L' aéroport international de Cayenne - Félix Eboué) — международный аэропорт в Матури, во Французской Гвиане, заморском департаменте Франции, основанный в 1943 году, как военный и реорганизованный в гражданский в 1949 году. Находится в 13,5 км к юго-западу от столицы Кайенны.
Управление аэропортом осуществляется Торговой и промышленной палатой Гвианы. На его территории находится офис авиакомпании Эр Гвиан Экспресс.

## История
Аэродром близ Кайенны был построен в 1943 году за 10 месяцев военными инженерами армии США. Он использовался ими как база для бомбардировщиков, направлявшихся на фронт в Северной Африке во время Второй Мировой войны.
Военный аэропорт был назван Рошамбо в честь Жана-Батиста Донасьена де Вимё де Рошамбо, командовавшего французским корпусом во время войны за независимость Соединенных Штатов Америки. Аэропорт был приобретён правительством Франции в 1949 году и преобразован в публичный.
Название аэропорта Рошамбо вызвало протесты со стороны местных креолов, так как сын лица, чьё имя носил аэропорт, Донасьен-Мари-Жозеф де Рошамбо, возглавлял экспедицию на Сан-Доминго, во время которой отличился особенной жестокостью по отношению к чернокожим участникам Гаитянской революции.
Депутат парламента Франции Кристиан Тобира в 1999 года подала официальный запрос на изменение названия аэропорта. Рассматривались несколько альтернативных вариантов, в числе которых было предложение назвать аэропорт именем Сеперу, вождя местных племён индейцев в XVII веке. В 2012 году аэропорт получил имя Феликса Эбуэ — героя Сопротивления и первого чернокожего высокопоставленного колониального администратора в истории Франции. Новое название было официально утверждено в январе 2012 года. Код IATA аэропорта остался прежним — CAY.

## Описание
Аэропорт расположен на высоте 7 метров над уровнем моря. Он имеет одну взлётно-посадочную полосу длиной в 3800 метров и шириной в 45 метров. Она покрыта битумом. У аэропорта есть только один терминал площадью 12 000 м² и парковка площадью 42 000 м² для размещения больших самолетов, таких как Боинг 747, Боинг 777, Аэробус A340 и Аэробус A380. Аэропорт оснащен навигационными системами VOR и ILS (система посадки по приборам).
Он имеет статус публичного и осуществляет международные перевозки. Относится к категории А, разделу D. 222-2 Кодекса гражданской авиации и классифицируется SSLIA в категории 7 (ранг А).
Близ него находится старый аэродром Галлион, который был построен также в 1943 году, но вскоре заброшен.

## Статистика
Осуществляются как международные (Форт-де-Франс, Париж-Орли, Пуэнт-а-Питр, Белен-Валь-де-Канн, Парамарибо), так и внутренние (Сен-Лоран-дю-Марони, Гран-Санти, Марипасула) авиарейсы. В 2012 году пассажиропоток составил 495 994 пассажиров. Грузовой оборот аэропорта составил 7800 тонн.
Пассажиропоток с 2000 по 2011 год
| 457 168                         | 375 844  | 374 394 | 386 979 | 385 142 | 400 025 | 423 849 | 435 440 |
| ▲+3,6 %                         | ▼−17,8 % | ▼−0,4 % | ▲+3,3 % | ▼−0,5 % | ▲+3,8 % | ▲+5,7 % | ▲+2,7 % |
| Источник: Les aéroport français |          |         |         |         |         |         |         |